# Capira (distrito)

Localização do distrito de Capira.

Capira é um distrito da província de Panamá Oeste, Panamá. Possui uma área de 932,70 km² e uma população de 33.110 habitantes (censo 2000), perfazendo uma densidade demográfica de 35,50 hab./km². Sua capital é a cidade de Capira.